# Philippe de Raincourt
Pour les articles homonymes, voir Raincourt (homonymie).
Philippe de Raincourt, né le 1er mai 1909 à Saint-Valérien et mort le 2 juillet 1959 dans la même commune, est un agriculteur et un homme politique français. Il est sénateur de l'Yonne de 1948 à 1959.

## Biographie

Armoiries de la famille de Raincourt: De gueules à la croix d'or cantonnée de dix-huit billettes du même ordonnées 5, 5, 4 et 4.

Membre des Républicains indépendants puis du Centre national des indépendants et paysans (CNIP), Philippe de Raincourt est maire de Saint-Valérien et conseiller général du canton de Chéroy de 1945 à sa mort, il est élu sénateur le 7 novembre 1948, réélu le 18 mai 1952 et le 8 juin 1958. Il est ensuite élu au nouveau Sénat de la Ve République le 26 avril 1959.
Il meurt dans un accident de voiture le 2 juillet 1959 sur la route reliant Saint-Valérien et Sens. 
Il est le père d'Henri de Raincourt (né en 1948), homme politique.
Une rue de Saint-Valérien porte son nom.